# Oxytropis carpatica
Oxytropis carpatica är en ärtväxtart som beskrevs av Rudolf Karl Carl Friedrich von Uechtritz. Oxytropis carpatica ingår i släktet klovedlar, och familjen ärtväxter. Inga underarter finns listade i Catalogue of Life.

## Bildgalleri

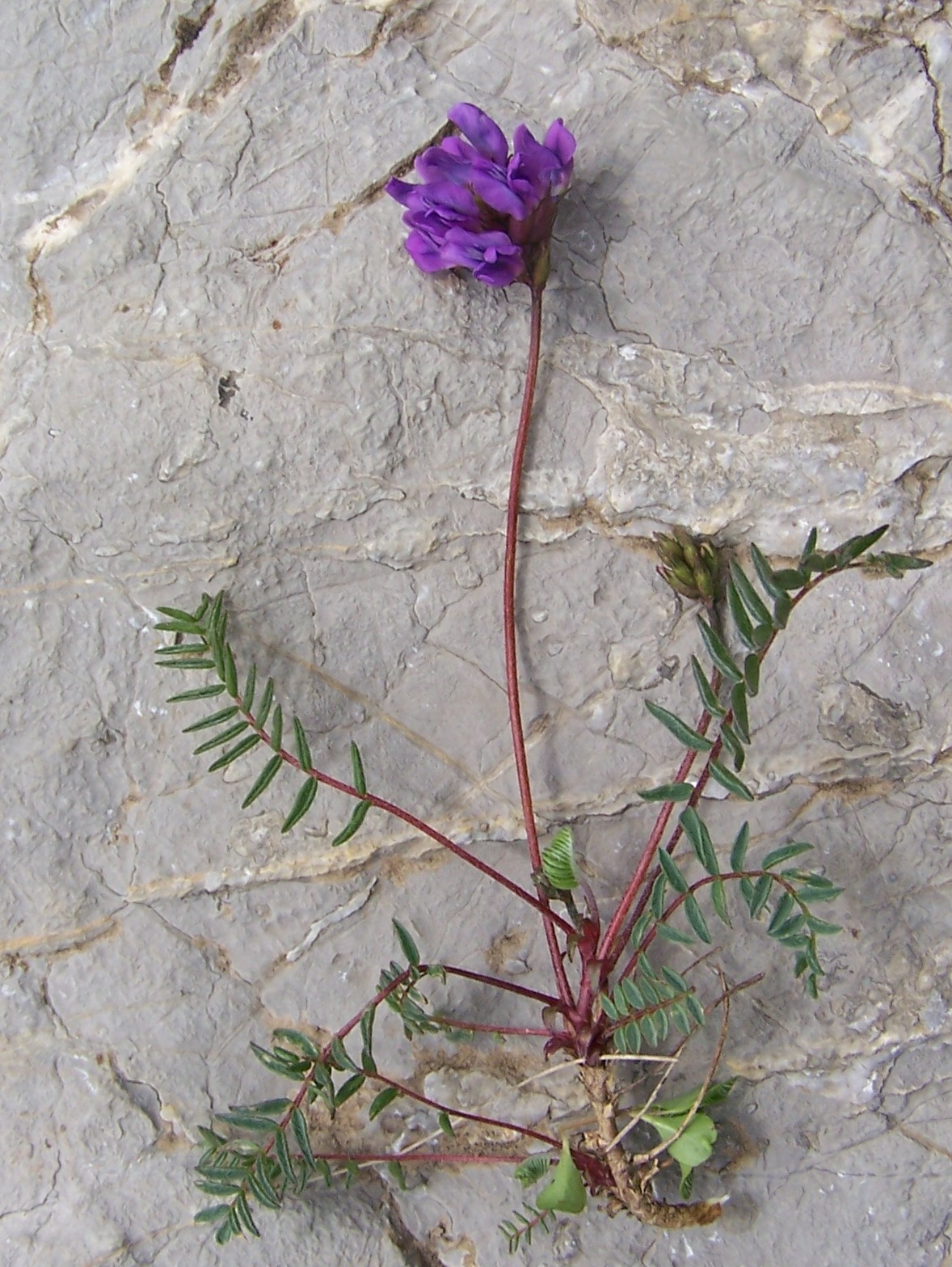
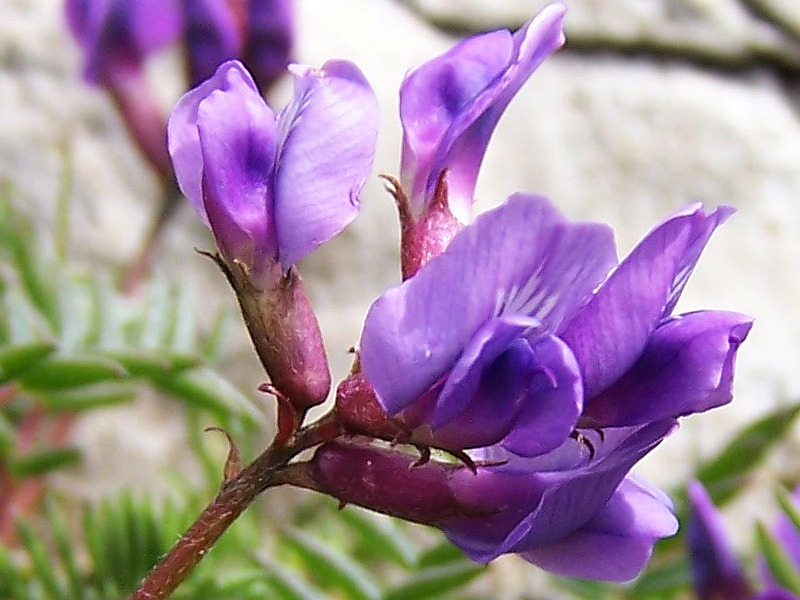